# Léon de Bethune
Léon de Béthune, né à Alost le 7 juillet 1864 et mort à Alost le 28 septembre 1907, est un homme politique belge.

## Fonctions et mandats
- Secrétaire d'ambassade
- Échevin d'Alost : 1896-1907
- Membre de la Chambre des représentants de Belgique : 1898-1907

## Publications
- L'enseignement de la philosophie thomiste à l'Université catholique de Louvain, Leuven, Peeters, 1887.
- Les puissances européennes et la traite des nègres depuis le Congrès de Berlin, Brussel, Mommens, 1889.
- Les missions catholiques d'Afrique, Brugge, De Brouwer, 1889.
- Un tribunal de première instance à Alost, Aalst, Van de Putte-Goossens, 1893.
- 'L'Etat Indépendant du Congo et l'opinion anglaise', in: Revue générale, 1903.
- De hopkwestie voor de Kamer van volksvertegenwoordigers, Aalst, Van de Putte-Goossens, 1903.
- 'Le débat sur le Congo en Angleterre', in: Revue générale, 1903.
- 'Le baron d'Anethan, d'après sa correspondance', in: Revue générale, 1904.
- 'L'élection du premier Roi des Belges', in: Revue génarale, 1905.

## Sources
- René CAMBIER, 'Léon de Béthune', in: Biographie coloniale belge, vol. III, Brussel, Institut royal coloniale belge, 1952.
- Auguste ROEYKENS, Le baron Léon de Béthune et la politique religieuse de Léopold II en Afrique, 1956.
- Auguste ROEYKENS, Le baron Léon de Béthune au service de Léopold II. Conflit de l'Etat du Congo avec certaines compagnies commerciales belges, juillet-octobre 1892, Brussel, Académie royale des sciences d'outre-mer, 1964.
- Marcel LUWEL en M. BRUNEEL-HYE DE CROM, Tervueren 1897, Tervuren, Koninklijk Museum voor Midden-Afrika, 1967.
- Paul VAN MOLLE, Het Belgisch parlement, 1894-1972, Antwerpen, Standaard, 1972.
- Luc DE RYCK, 'Baron Léon de Bethune', in: Het Land van Aalst, 1982.
- Oscar COOMANS DE BRACHÈNE, État présent de la noblesse belge, Annuaire 1984, Brussel, 1984.
- Ginette KURGAN-VAN HENTENRYK en Jean PUISSANT, Dictionnaire des patrons en Belgique. Les hommes, les entreprises, les réseaux, Brussel, De Boeck Université, 1996, 435-436.
- Nele STRYPENS, 'Léon Bethune en de Onafhankelijke Congostaat. Voor Vorst, Kerk en Vaderland', onuitgegeven licentiaatsverhandeling, Katholieke Universiteit Leuven, 1999.
- Emmanuel DE BETHUNE, Esquisse généalogique de la famille de Béthune, Marke, Fondation de Bethune, 2002.
- WERNER ADRIAENSSENS, L'album congolais. Un royal cadeau commémorant l'exposition coloniale de Tervuren en 1897, Brussel, Musée royaux d'art et d'histoire, 2002.
- Wouter VAN DER SPIEGEL, 'Sporen van onze koloniale geschiedenis in het Land van Aalst', in: Het Land van Aalst 71, nr. 3, 2019, 129-132.

- Ressource relative à plusieurs domaines :   - ODIS
- Notices d'autorité :   - VIAF
  - ISNI
  - IdRef
  - Belgique
  - Pays-Bas
  - Vatican